# سعد بن عبد العزيز آل سعود
الأمير سعد بن عبد العزيز آل سعود (1333 هـ / 1915 - 7 رجب 1414 هـ / 21 ديسمبر 1993)، رئيس مجلس العائلة المالكة السعودية السابق. هو الابن السابع من أبناء الملك عبد العزيز آل سعود من زوجته الأميره الجوهرة بنت سعد السديري.

## حياته
نشأ تحت رعاية والده عبد العزيز آل سعود، وأرسله في عام 1337 هـ إلى عمه محمد بن عبد الرحمن بن فيصل آل سعود وتعلم عنده القراءة والكتابة والفروسية وحفظ القرآن الكريم. عاد إلى والدة في عام 1342 هـ فرآه تغير كثيرًا من حيث الأدب والعلم فقرر إعادة إرساله لعمه الأمير محمد وذلك لتعلم الحروب، وبقي عنده ثلاث أعوام إلى أن تعلمها في عام 1345 هـ، وشارك لأول مرة في حرب في معركة السبلة التي وقعت في عام 1347 هـ الموافق لعام 1929، وأصيب خلال هذه المعركة مرتين إصابة شديدة فاضطر عمه الأمير محمد الذي كان في المعركة بالتقدم بوسط ساحة المعركة وحمله لخارجها، حيث نقله إلى الطائف ليتم علاجه، وبقي شهرًا تحت العلاج وذلك لإصابته مرتين في الركبة بطلق ناري، وبعد ذلك أعاد والده إرساله إلى الأمير محمد ليتدرب أكثر على الحروب، ولم يتوقف حتى عام 1350 هـ عندما قرر والده تعيينه نائبا لقائد معركة جيزان والتي انتهت بالنصر وتوحيد المملكة في عام 1351 هـ.

### إمارة خميس مشيط
بعد معركة جيزان وتوحيد المملكة عينه والده أميرًا لمحافظة خميس مشيط، وكان يبلغ وقتها الثامنة عشر من العمر. وقد عمل خلال تلك الفترة على إرسال المياه إلى القرى القريبة قليلة الماء. وفي عام 1354 هـ عمل على حماية خميس مشيط من الهجمات اليمنية حيث كانت تدور حرب بين السعودية واليمن فقرر إرسال 400 رجل إلى الجهة الجنوب الغربي من خميس مشيط، وبسبب تواصل الهجمات اليمنية تم الهجوم عليهم، وعندما علم الملك عبد العزيز بذلك الموقف قام بإمداده بالمزيد من السلاح والذخيرة، وعندما وصلت تلك المساعدات إلى خميس مشيط تحولت المعركة إلى خسارة كبيرة على اليمنيين فقرروا الاستسلام.
وبعد أن كثرت الأمطار في خميس مشيط، قرر حمل تلك المياه وإرسالها للمدن الأخرى وذلك عبر إرسالها من القرى إلى النقطة، كما أدخلت الكهرباء إلى خميس مشيط لأول مرة عام 1359 هـ لتكون أول محافظة في الجنوب يصلها الكهرباء. وقام بافتتاح فرع لوزارة المالية في المحافظة عام 1354 هـ، وقام ببناء «مؤسسة خميس مشيط للزراعة» لكي يتوسعوا في زراعه الفواكة التي تشتهر بها المنطقة وذلك عام 1356 هـ، وقام بافتتاح أول صيدلية فيها عام 1353 هـ، وأول مستوصف حكومي في الجنوب عام 1357 هـ. وبقي في منصبه تسع أعوام وذلك حتى عام 1360 هـ الموافق 1941.

### إمارة منطقة عسير
في عام 1360 هـ تولّى إمارة منطقة عسير، وشهدت المنطقة في عهده وخاصة عاصمتها أبها نهضة عمرانية متكاملة، حيث تم حفر الآبار وتنقيبها وتنظيفها وبناء الأسواق التجارية، كما شهدت المنطقة في أواخر عهده بناء السدود في الأماكن المخصصة لها. كما شهدت المنطقة أيضًا تطورًا في الدفاع الجوي وذلك بمساعدة من الأمير منصور بن عبد العزيز آل سعود الذي أرسل طائرات مدنية في الخمسينات وعسكرية في الأربعينات. ظل أميرًا عليها حتى عام 1379 هـ الموافق 1960.

### حياته العملية بعد ذلك
بعد أن ترك إمارة منطقة عسير عُيِّن نائبًا لوزير الداخلية للشؤون الأمنية وذلك في عام 1379 هـ الموافق 1960، وظل يتولى مسئوليتها إلى عام 1408 هـ الموافق عام 1987. وفي عام 1409 هـ تولّى رئاسة مجلس العائلة المالكة السعودية، وظل يتولى رئاستها إلى وفاته بعام 1414 هـ.

## وفاته
عانى الأمير سعد بن عبد العزيز آل سعود في أواخر حياته من مرض عضال عانى منه سنتين، إلى أن وافاه الأجل المحتوم في يوم الثلاثاء 7 رجب 1414 هـ الموافق 21 ديسمبر 1993 إثر نوبة قلبية، وتمت الصلاة عليه في جامع الإمام تركي بن عبد الله في مدينة الرياض، ونقل جثمانه إلى مكة المكرمة ليدفن في مقبرة العدل. [بحاجة لمصدر]

## أسرته

### زوجاته
- موضي بنت علي الحمود السبهان. والدة الأمير فهد، الأميرة الجوهرة، والأميرة نورة.
- جزوى بنت سعود بن خرصان. والدة الأمير محمد.
- منيرة بنت فهاد آل خذيفة القحطاني. والدة الأمير سعود.
- وضحى بنت ملهي القضعان (توفيت بتاريخ 1433/9/25 هـ).[2] والدة الأمير خالد.
- وضحى الحمود الفيصل الحمود العبيد الرشيد. والدة الأمير فيصل، والأمير عبد العزيز.
- نورا بنت عبد اللطيف بن فيصل نادر شاه. والدة الأمير عبد الله، الأمير سلطان، والأميرة لطيفة.
- مهرة بنت علي بن شاهر الشهري.

### أبناؤه
- الأمير فهد الأول بن سعد (توفي صغيرًا).
- الأمير فهد الثاني بن سعد (متوفي). وله من الأبناء الأمير عبد العزيز (متوفي)[3]، والأميرة مها (متزوجة من الأمير خالد بن محمد بن سعود الكبير آل سعود).
- الأمير محمد بن سعد.
- الأمير خالد بن سعد.وله من الأبناء الأمير عبد العزيز، الأمير تركي، الأمير فهد، والأمير سعد.
- الأميرة الجوهرة بنت سعد. متزوجة من الأمير سلطان بن محمد بن سعود الكبير.
- الأمير سعود بن سعد. وله من الأبناء الأمير بدر.[4]
- الأميرة نورة بنت سعد. متزوجة من الأمير سعد بن عبد الله بن عبد الرحمن آل سعود ولها من الأبناء الأميرة منال، الأمير فيصل، الأمير نواف، الأمير بندر، الأمير محمد، الأميرة مضاوي، والأميرة لولوة.
- الأمير خالد بن سعد.[5] وله من الأبناء الأمير سعد[5]، الأمير تركي، الأمير فهد، والأمير عبد العزيز.
- الأميرة فهدة بنت سعد. متزوجة من وليد بن محمد بن بندر السبهان ولها من الأبناء خالد، وممدوح.
- الأمير عبد العزيز بن سعد. متزوج من الأميرة نوف بنت مقرن بن عبد العزيز آل سعود، والأميرة الهنوف الفرم.
- الأمير فيصل بن سعد. وله من الأبناء الأمير مشعل، الأمير خالد، الأمير محمد، الأمير سلطان، والأميرة ريم (متزوجة من الأمير سعود بن سلطان بن محمد بن سعود الكبير).[6]
- الأمير عبد الله بن سعد. متزوج من الأميرة داليا مراد، والأميرة منى أمرشا.
- الأمير سلطان بن سعد.
- الأميرة لطيفة بنت سعد.